# Within a song
Within a song is een studioalbum van het kwartet rondom gitarist John Abercrombie. Het album dat midden 2012 verscheen is in september 2011 opgenomen in de Avatar Studios te New York. Men vond opvallend aan het album, dat Abercrombie veelvuldig materiaal van anderen speelde, terwijl op zijn meeste albums zijn eigen werk prijkt. Abercrombie koos daarbij uit werk van jazzmusici uit de jaren 60, de tijd dat hij zelf opkwam als gitarist van onder andere Dreams.

## Musici
- John Abercrombie – gitaar
- Joe Lovano – tenorsaxofoon
- Drew Gress – contrabas
- Joey Baron – slagwerk

## Muziek
| Nr. | Titel                                                                       | Duur |
| --- | --------------------------------------------------------------------------- | ---- |
| 1.  | Where are you (Harold Adamson, Jimmy McHugh)                                | 5:55 |
| 2.  | Easy reader (John Abercrombie)                                              | 6:38 |
| 3.  | Within a song/Without a song (John Abercrombie/Vincent Youmans, Billy Rose) | 7:56 |
| 4.  | Flamenco sketches (Miles Davis)                                             | 6:34 |
| 5.  | Nick of time (John Abercrombie)                                             | 5:58 |
| 6.  | Blues connotation (Ornette Coleman)                                         | 6:12 |
| 7.  | Wise one (John Coltrane)                                                    | 9:12 |
| 8.  | Interplay (Bill Evans)                                                      | 6;26 |
| 9.  | Sometime ago (Sergio Mihanovich)                                            | 6:25 |